# کیت (ایندیانا)
کیت (Kitt) یک محدوده ثبت‌نشده در شهر جکسون، شهرستان جی، ایندیانا است.
کیت قبلاً به‌صورت Kit نوشته می‌شد. یک اداره پست به نام کیت از سال 1880 تا 1904 اداره می شد.

## جغرافیا
کیت در این مختصات واقع شده: ۴۰°۲۹′۴۶″ شمالی ۸۵°۰۲′۵۱″ غربی / ۴۰٫۴۹۶۱۱°شمالی ۸۵٫۰۴۷۵۰°غربی